# Projekt 667BDR
Projekt 667BDR (v kódu NATO třída Delta III) je třída raketonosných ponorek Sovětského námořnictva s jaderným pohonem. Třída představuje třetí verzi rozsáhlé skupiny celkem 43 raketonosných ponorek třídy Delta, tvořící od 70. let páteř sovětských námořních strategických sil. Liší se především použitím raket nové verze R-29R. Část ponorek stále slouží v Ruském námořnictvu.

## Stavba a uživatelé

Ponorka třídy Delta III

Vývoj ponorek projektu 667BDR byl zadán roku 1972 konstrukční kanceláři Rubin. Sovětské loděnice v Severodvinsku postavily celkem 14 ponorek této třídy. Do služby byly zařazeny v letech 1976–1982.

## Konstrukce
Torpédovou výzbroj představují čtyři 533mm torpédomety a dva 406mm torpédomety. V rozměrné nástavbě za bojovou věží je, ve dvou řadách, umístěno 16 balistických raket R-29R (v kódu NATO SS-N-18 Stingray), odpalovaných pomocí systému D-9R. Jedná se o první sovětské balistické rakety s vícenásobnou jadernou hlavicí (MIRV). Střela nesoucí tři hlavice o síle 200 kT TNT měla dolet 6500 km. Pokud ovšem nesou jen jednu hlavici o síle 450 kT, dolet se zvětší na 8000 km. Nejvyšší počet hlavic na jedné raketě je sedm.
Pohonný systém ponorek tvoří dva tlakovodní reaktory OK-700A a dvě parní turbíny TZA-635. Nejvyšší rychlost ponorek dosahuje 14 uzlů na hladině a 25 uzlů pod hladinou.